# 조반니 갈리
조반니 갈리(이탈리아어: Giovanni Galli, 1958년 4월 29일 ~ )는 이탈리아의 전직 축구 선수이자 정치인이다. 현역 시절 포지션은 골키퍼였다.

## 수상 경력

### 클럽
- 밀란:
  - 유러피언컵: 1988–89, 1989–90
  - UEFA 슈퍼컵: 1989, 1990
  - 인터콘티넨털컵: 1989
  - 세리에 A: 1987–88
  - 수페르코파 이탈리아나: 1988
- 나폴리:
  - 수페르코파 이탈리아나: 1990
- 파르마:
  - UEFA컵: 1994–95

### 국가대표팀
- FIFA 월드컵: 1982